# 美國陸軍牙醫司令部
美國陸軍牙醫司令部（英語：United States Army Dental Command）是美國陸軍醫療司令部的一個主要下屬司令部。

## 概述
總部位於美國德克薩斯州薩姆休斯頓堡，薩姆休斯頓堡也是美國陸軍醫療司令部的所在地。美國陸軍牙醫司令部分為地區牙科司令部和陸軍牙科實驗室，負責監督軍事治療設施的日常運作，對所屬地區的醫療設施行使指揮和控制權。一般來說，這些地區牙科司令部在地理上與其相應的區域醫療司令部重疊。美國陸軍牙醫司令部有五個地區司令部：歐洲地區牙科司令部、北部地區牙科司令部、太平洋地區牙科司令部、南部地區牙科司令部和西部地區牙科司令部。